# Mohon (Ardennes)
Pour l’article homonyme, voir Mohon pour la commune du Morbihan.
Mohon est un quartier de Charleville-Mézières et une ancienne commune française, située dans le département des Ardennes en région Grand Est.
Elle est rattachée à Charleville-Mézières depuis le 1er octobre 1966.

## Géographie
La commune avait une superficie de 5,80 km2.

### Activités économiques
La commune possède une gare et un dépôt SNCF. Mais la gare de fret doit être fermée : cette fermeture annoncée en 2005, revue après l'intervention d'élus locaux et des grèves, est à nouveau annoncée en 2011.

## Histoire

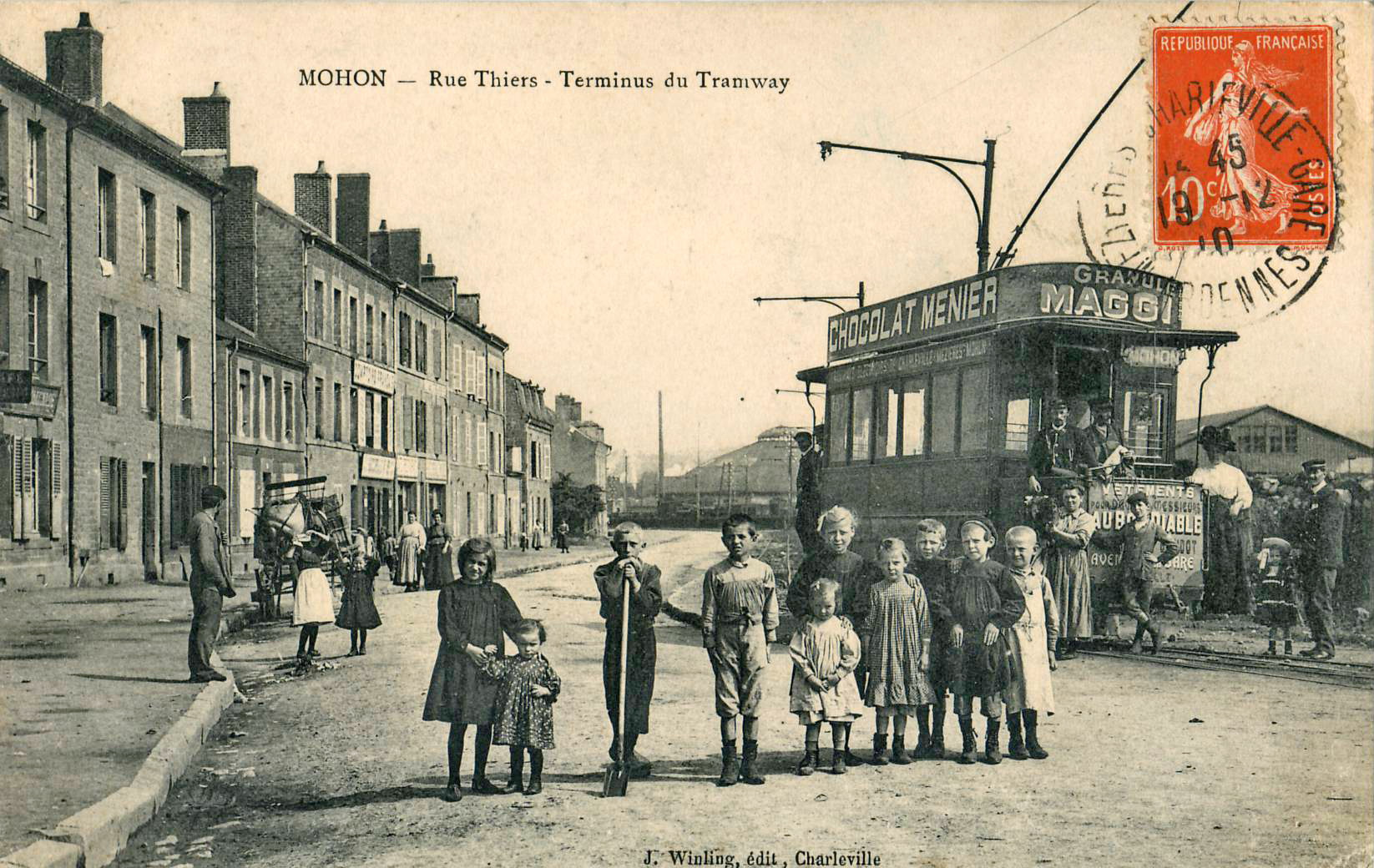
Le tramway de Charleville-Mézières à son terminus de la gare de Mohon
On distingue au second plan l'une des deux rotondes du dépôt de Mohon, avant la Première Guerre mondiale

Le 6 mars 1629, sous Louis XIII, Mohon est rattaché à la France.
Le 1er septembre 1870, durant la guerre franco-allemande, eut lieu, un combat, dénommé l'affaire de Mohon où le 35e régiment d'infanterie de ligne fut engagé (1 officier mort et 1 blessé, côté français).
Par arrêté préfectoral du 19 juillet 1966, la commune de Mohon fusionne, le 1er octobre 1966, avec les communes de Charleville, Mézières, Étion et Montcy-Saint-Pierre pour former la commune de Charleville-Mézières. Ces communes formaient une même agglomération.

## Politique et administration
| Période                                  | Période      | Identité                         | Étiquette        | Qualité                                                                                                |
| ---------------------------------------- | ------------ | -------------------------------- | ---------------- | --- |
| Les données manquantes sont à compléter. |              |                                  |                  | |
| (≈ 1861)                                 | 1869         | Jacquemain                       | [réf. souhaitée] | [réf. souhaitée]                                                                                       |
| 1869                                     | 1880         | Jean-Baptiste Brézol (1817-1880) | Républicains     | Industriel Maître de forges                                                                            |
| 1881                                     | mai 1900     | Léopold Massiaux                 | Républicains     | Adjoint au Maire puis Maire                                                                            |
| mai 1900                                 | 1908         | Pierre Jules Hubert (1847-1913)  | Socialiste       | Cheminot Conseiller d'arrondissement du Canton de Mézières (1901 → 1907).                              |
| 1908                                     | 1922         | Martin Cacheleux                 | SFIO             | Comptable puis représentant de commerce Conseiller général du canton de Mézières (1910 → 1928).        |
| 1923                                     | 1935         | Adolphe Villière                 | SFIO             | Maréchal-ferrant Conseiller d'arrondissement du Canton de Mézières (1925 → 1937).                      |
| 1935                                     | 1940         | Maurice Voirin                   | SFIO             | Instituteur Conseiller général du canton de Mézières (1928 → 1940). Député des Ardennes (1932 → 1940). |
| (1940?)                                  | (1944?)      | [réf. souhaitée]                 | [réf. souhaitée] | [réf. souhaitée]                                                                                       |
| 1945                                     | octobre 1947 | Yvonne Dauby-Godard              | PCF              | Institutrice puis professeure de collège Syndicaliste du SNI                                           |
| octobre 1947                             | 1953         | Marcel Rose                      | SFIO-MRP         | [réf. souhaitée]                                                                                       |
| 1953                                     | 1966         | Paul Massé                       | SFIO             | Employé de bureau                                                                                      |

## Démographie
| 1793 | 1800 | 1806 | 1821 | 1831 | 1836 | 1841 | 1846 | 1851 |
| ---- | ---- | ---- | ---- | ---- | ---- | ---- | ---- | ---- |
| 340  | 317  | 412  | 393  | 407  | 435  | 527  | 540  | 540  |

| 1856 | 1861 | 1866  | 1872  | 1876  | 1881  | 1886  | 1891  | 1896  |
| ---- | ---- | ----- | ----- | ----- | ----- | ----- | ----- | ----- |
| lac. | lac. | 1 051 | 1 721 | 2 393 | 2 877 | 3 638 | 3 970 | 4 260 |

| 1901  | 1906  | 1911  | 1921  | 1926  | 1931  | 1936  | 1946  | 1954  |
| ----- | ----- | ----- | ----- | ----- | ----- | ----- | ----- | ----- |
| 5 098 | 6 054 | 7 428 | 8 080 | 7 840 | 7 853 | 7 705 | 6 541 | 7 706 |

| 1962  | - | - | - | - | - | - | - | - |
| ----- | - | - | - | - | - | - | - | - |
| 9 048 | - | - | - | - | - | - | - | - |

Histogramme

(élaboration graphique par Wikipédia)

## Culture locale et patrimoine

### Sites et monuments

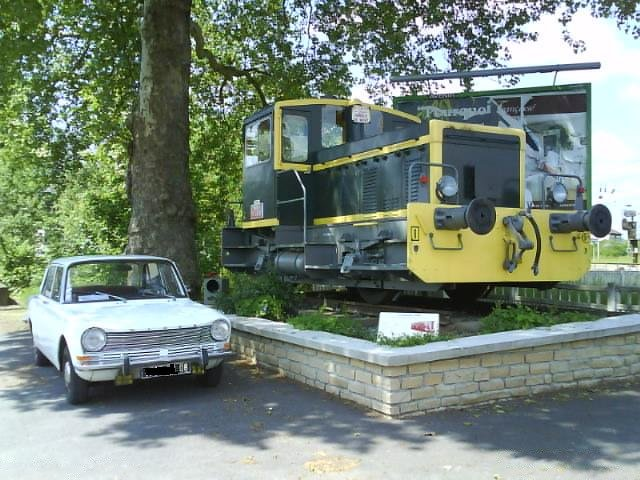
Locotracteur Y2410 érigé en monument près de la gare de Mohon

- Église Saint-Lié de Mohon[16]
- Remise ferroviaire de Mohon

### Personnages renommés
- Roger Marche (1924-1997), surnommé le sanglier des Ardennes, international français de football est originaire de la région et a vécu dans la commune.
- Pierre Flamion (1924-2004), international français de football, né à Mohon
- Jean Villeret (1922-2023), résistant français, né à Mohon
- Pol Morel (1890-1915), international français de football, est originaire de la commune.
- Monseigneur Edmond Loutil, Chanoine honoraire du chapitre de Paris, Protonotaire apostolique et écrivain sous le pseudonyme de Pierre l'Ermite est né à Mohon au lieu-dit le Château, ancienne propriété des Établissements Lefort[17] près de la place de Mohon[18].
- Jean-François Millet Delamambre (1736-1836), lieutenant-général de Mohon, député de Sedan à l'Assemblée nationale de 1789[19]